# Al Freeman jr.
Albert Cornelius (Al) Freeman jr. (San Antonio (Texas), 21 maart 1934 – Washington D.C., 9 augustus 2012) was een Amerikaans acteur, filmregisseur, scenarioschrijver en vanaf 1972 gaf hij les in acteren op de Howard University in Washington D.C. 

## Biografie
Freeman begon in 1958 met acteren in de televisieserie Suspicion. Hierna heeft hij nog meerdere rollen gespeeld in televisieseries en films zoals The Edge of Night (1967), One Life to Live (1972-1985), Malcolm X (1992) en Law & Order (1990 en 2004). 
Freeman is in 1960 getrouwd en woonde in een woonboot in Washington D.C.. 
Hij was ook actief in het theater, zo heeft hij gespeeld in Look to the Lilies, Blues for Mister Charlie en Medea.

## Prijzen<
- 1995 Image Awards in de categorie Uitstekende Acteur met een Gastrol in een Film met de film Malcolm X – gewonnen.
- 1993 Chicago Film Critics Association Awards[1] in de categorie Beste Acteur met een Gastrol met de film Malcolm X – genomineerd.
- 1987 Daytime Emmy Awards in de categorie Uitstekende Acteur in een Dramaserie met de televisieserie One Life to Live – genomineerd.
- 1986 Daytime Emmy Awards in de categorie Uitstekende Acteur in een Dramaserie met de televisieserie One Life to Live – genomineerd.
- 1983 Daytime Emmy Awards in de categorie Uitstekende Acteur in een Gastrol in een Dramaserie met de televisieserie One Life to Live – genomineerd.
- 1979 Daytime Emmy Awards in de categorie Uitstekende Acteur in een Dramaserie met de televisieserie One Life to Live – gewonnen.
- 1979 Emmy Awards in de categorie Uitstekende Acteur in een Mini-Serie met de mini-serie Roots: The Next Generations – genomineerd.
- 1970 Emmy Awards in de categorie Uitstekende Optreden door een Acteur in een Film met de film My Sweet Charlie – genomineerd.

## Filmografie

### Films
- 1998 Down in the Delta – als Earl Sinclair
- 1995 Once Upon a Time… When We Were Colored – als Poppa
- 1994 Assault at West Point: the Court-Martial of Johnson Whittaker – als oude Johnson Whittaker
- 1993 Boy Meets Girl – als ??
- 1992 Malcolm X – als Elijah Muhammad
- 1988 Seven Hours to Judgement – als Danny Darwin
- 1985 Perry Mason Returns – als luitenant Cooper
- 1972 To Be Young, Gifted, and Black – als ??
- 1971 A Fable – als de leider
- 1970 My Sweet Charlie – als Charles Roberts
- 1969 Castle Keep – als Allistar Piersall Benjamin
- 1969 The Lost Man – als Dennis Lawrence
- 1968 Finian's Rainbow – als Howard
- 1968 The Detective – als Robbie Loughlin
- 1967 Dutchman – als Clay
- 1966 For Pete's Sake – als Harvey
- 1964 Ensign Pulver – als Taru
- 1964 The Troublemaker – als student in ziekenhuis
- 1964 Black Like Me – als Thomas Newcomb
- 1961 Sniper's Ridge – als Gwathney
- 1960 This Rebel Breed – als Satchel
- 1958 Torpedo Run – als Sam Baker

### Televisieseries
Uitgezonderd eenmalige gastrollen.
- 1995 – 1996 Homicide: Life on the Street – als ondercommissaris James Harris – 3 afl.
- 1972 – 1988 One Life to Live – als kapitein Ed Hall - 77 afl.
- 1978 King – als Damon Lockwood – 3 afl.
- 1975 Hot L Baltimore – als Charles Bingham – 13 afl.
- 1967 The Edge of Night – als hulp officier van justitie Ben Lee - ? afl.

### Filmregisseur
- 1971 A Fable – film
- 1968 One Life to Live – televisieserie - ? afl.

### Scenarioschrijver
- 1976 Countdown at Kusini – film

- Bibsys: 14061558
- Bibliothèque nationale de France: cb14178936r (data)
- Gemeinsame Normdatei: 1023662272
- International Standard Name Identifier: 0000 0000 6308 8856
- Library of Congress Control Number: no95033038
- SNAC: w6167199
- Virtual International Authority File: 14982840
- WorldCat: E39PBJjMvtJcdMXxpqRCDHmPQq

1. ↑  (en) Chicago Film Critics Association Awards op Engelstalige Wikipedia